# Blansinger Grien
Blansinger Grien ist ein Naturschutzgebiet auf dem Gebiet der Gemeinde Efringen-Kirchen im Landkreis Lörrach in Baden-Württemberg.
Das 23,6 ha große Gebiet mit der Kenn-Nummer 3.266, das südlich des Efringen-Kirchener Ortsteils Kleinkems zwischen der A 5 und der Landesstraße L 137 liegt, ist seit dem 21. Oktober 2003 als Naturschutzgebiet ausgewiesen.

## Bedeutung
Die ehemalige Kiesgrube und ihre Umgebung mit wertvollen Lebensräumen unterschiedlicher Ausprägung wie dem Weißseggen-Eichen-Lindenwald, Kiesrohböden mit Pionierfluren und lückiger Trockenvegetation sowie verschiedene Rasengesellschaften sind Lebensraum für eine Vielzahl zum Teil stark gefährdeter Pflanzen- und Tierarten, insbesondere Schmetterlingsarten. Schutzzweck ist auch die Erhaltung der Lebensstätten der Arten der Vogelschutzrichtlinie, insbesondere von Grauspecht, Mittelspecht, Wespenbussard und Schwarzmilan.